# Tilapia baloni
Tilapia baloni es una especie de peces de la familia Cichlidae en el orden de los Perciformes.

## Morfología
Los machos pueden llegar alcanzar los 17,5 cm de longitud total.

## Distribución geográfica
Se encuentran en África: río Congo (Zambia.